# Révélation$
Révélation$ est un livre du journaliste Denis Robert et de Ernest Backes publié en février 2001 aux éditions Les Arènes.

## Le thème
Le livre porte sur la chambre de compensation internationale Cedel International, basé au Luxembourg, qui deviendra Cedel-Clearstream puis Clearstream. Ernest Backes, ancien dirigeant de Cedel International, et Denis Robert soutiennent que cette société entretient des comptes occultes qui permettraient des transferts illégaux internationaux.

### Les listings de Clearstream
Des 'sources' (apparemment Florian Bourges) ont communiqué à Denis Robert des listings informatiques de comptes ouverts chez Clearstream. La chambre de compensation luxembourgeoise n'en a jamais contesté l'authenticité et a porté plainte pour viol du secret bancaire. 
Ces fichiers recensent les principales banques du monde entier utilisatrices du système informatique de compensation mis en place par Clearstream. On y découvre que les établissements bancaires multiplient les filiales dans les paradis fiscaux et les paradis bancaires et ouvrent des comptes au nom de trusts anonymes. 
De 2004 à 2006 se développe l'affaire du corbeau de Clearstream (Affaire Clearstream 2). Les enquêteurs soupçonnent que le corbeau puisse utiliser les listings de Denis Robert comme base de crédibilité pour sa manipulation. Au cours de deux auditions comme témoin en octobre 2005 et en mars 2003, Denis Robert a déclaré avoir remis à Imad Lahoud deux cédéroms recensant plus de 33 000 établissements clients de Clearstream. À l'époque, Imad lahoud travaillait pour la DGSE sur le financement des réseaux terroristes islamistes qui aurait pu transiter par Clearstream.

### Les comptes de personnes physiques
En tant que chambre de compensation, Cedel International et Clearstream ne devraient avoir que des comptes de banques ou d'établissement financier. Denis Robert assure que des personnes physiques apparaissent bien sur les listings de Cedel International et Clearstream.
Dans un entretien publié jeudi 20 avril 2006 sur le site internet de la revue Challenges, le responsable des relations presse de Clearstream, Bruno Rossignol, a affirmé à nouveau que la chambre de compensation ne fournit pas de compte aux personnes physiques. Dans un droit de réponse, Denis Robert rappelle avec Pascal Lorent, coauteur de documentaires sur Clearstream, que « des noms de particuliers par dizaines apparaissent dans les listes que nous nous sommes procurées ».
Le 28 avril 2006, des comptes nominatifs issus de listings de Clearstream sont publiés sur le blog de Denis Robert.

## Parties
Le livre comporte trois parties :
- Une première partie sur la finance internationale, la compensation interbancaire (clearing), et la société Cedel International-Clearstream. Dans cette dernière partie relative à Clearstream, il est fait état de comptes occultes non publiés, de comptes appartenant à des personnes physiques et de l'implication de l'institution dans plusieurs gros scandales financiers : faillite de la BCCI, faillite de la Banco Ambrosiano.

- Une deuxième est un lexique reprenant les différents entités décrites précédemment (personnes, évènements, sociétés). Cette partie fournit des notes biographiques sur quelques personnages de la finance internationale (Nadhmi Auchi, Alphonse Schmitt, Silvio Berlusconi, Franklin Jurado, Marc Rich, Adnan Kashoggi, Irving David Kott, Meyer Lansky, Henry Leir), des dictateurs kleptocrates (Fulgencio Batista, Manuel Noriega). Il s'y associe des fiches techniques sur des institutions financières sulfureuses (la BCCI, la Banque continentale du Luxembourg, la fiduciaire Faber) et sur plusieurs affaires politico-financières dont les flux financiers illicites ont peut-être transité par Cedel International-Clearstream : faillites de la BCCI et la Banco Ambrosiano, affaire Gramco, affaire Herstatt, affaire IOS, les loges maçonniques luxembourgeoises, la loge Propaganda Due (loge P2) de Licio Gelli, l'affaire des penny stocks, l'affaire de la SASEA.

- Une troisième reproduit les preuves venant à l'appui des accusations émises.

## L'accueil

### En France
Les accusations portées sont très graves et le livre reçoit un accueil mitigé et parfois distant, en particulier du journal Le Monde. Les auteurs seront entendus par la commission parlementaire sur le blanchiment d'argent que préside le député Vincent Peillon.

### Belgique
Deux sénateurs belges, Isabelle Durant et Jean Cornil, ont proposé une loi en 2004 pour créer une commission d'enquête nationale en Belgique. Celle-ci aurait été chargée d'enquêter sur l'utilisation de comptes auprès « des sociétés de clearing et de routing financier » à des fins de fraude fiscale et/ou de blanchiment d'argent. Soit une investigation sur l'ensemble des sociétés de compensation, dont Clearstream.

### Commission européenne
Dans son édition du 26 avril 2006, le quotidien gratuit 20 minutes affirme que par deux fois, la Commission européenne a refusé d'enquêter sur Clearstream, après la sortie du livre Révélation$. Jacques Santer, ancien président de la Commission européenne, fait l'objet de quelques bonnes pages dans ce livre, en particulier ses liens avec la GenMed de l'intermédiaire anglo-irakien Nadhmi Auchi.
En 2001, l'ancien commissaire européen Frits Bolkestein avait annoncé lui-même ce refus, alors qu'il siégeait au conseil consultatif international de la Menatep, un sulfureux établissement bancaire russe dirigé par Mikhaïl Khodorkovski, accusé par l'eurodéputé français Harlem Désir d'avoir ouvert un « compte non déclaré chez Clearstream ». La Menatep a déposé une douzaine de plaintes en diffamation contre les auteurs.
Plusieurs députés européens ont demandé sans succès la constitution d'une commission d'enquête parlementaire.

### En Suisse
En Suisse, le livre a été interdit de vente.

## Les procès
Plusieurs plaintes seront déposées par les dirigeants de Clearstream et en particulier son président d'alors André Lussi. 
Clearstream a réclamé 800 000 francs en matière de préjudice à Denis Robert. 
Dans ses conclusions à l'audience du 9 mars 2006 de la 11e Chambre de la Cour d'appel de Paris, Clearstream demandait au titre de la publication de Révélation$ la condamnation de Laurent Beccaria, le directeur des éditions Les Arènes, Denis Robert et des éditions Les Arènes à lui verser une somme de 120 000 € à titre de dommages-intérêts en réparation de son prétendu préjudice, outre la publication de l'arrêt à venir dans trois journaux et la somme supplémentaire de 15 000 € au titre des frais de procédure.
Le 3 février 2011, Denis Robert est blanchi définitivement des accusations de diffamations et le sérieux de son travail est reconnu.